# Clã Asano

Símbolo do clã Asano

O clã Asano ou Assano (淺野氏, Asano-shi) foi um clã samurai do Japão feudal que controlou o han (feudo) de Hiroshima em volta do Castelo de Hiroshima por boa parte do Período Edo.
Os Asano descendem do Imperador Seiwa (850-880) e de Minamoto no Yorimitsu (944-1021), e são um ramo da família Toki. Minamoto no Mitsunobu, descendente de Yorimitsu da quarta geração, fixou-se em Toki (Mino) e tomou para si o nome do lugar. Os Toki foram shugo (Governadores) hereditários da província de Mino até o século XVI.
Talvez o nome Asano seja mais conhecido como resultado da história dos 47 rōnin, cujo senhor era Asano Naganori, do ramo principal do clã em Ako (Província de Harima, 53000 koku).
Os Asano eram tozama daimyō, ou "senhores externos", que não mantinham laços hereditários com o xogunato Tokugawa. Assim eles tinham várias responsabilidades e obrigações com o xogun em nível maior do que outros senhores. Ademais, a cidade do castelo do clã era Hiroshima, com seu grande porto, e o clã governou as províncias de Aki e Bingo, totalizando uma receita de 426500 koku.

## Principais membros do clã Asano
- Asano Nagamasa (1546-1610), cunhado de Toyotomi Hideyoshi, lutou por ele no Japão e na Coreia.
- Asano Yoshinaga (1576-1613), filho de Nagamasa. Também serviu a Hideyoshi em campanhas no Japão e na Coreia.
- Asano Nagaakira (1586-1632), irmão de Yukinaga, primeiro daimyo Asano de Hiroshima.
- Asano Naganori (1667-1701), senhor dos 47 rōnin.

Para uma lista de outros senhores Asano em Hiroshima, veja Castelo de Hiroshima.